# Angelica triquinata
Angelica triquinata là một loài thực vật có hoa trong họ Hoa tán. Loài này được Michx. mô tả khoa học đầu tiên năm 1803.